# Vlasta Kálalová
Vlasta Kálalová di Lotti (Bernartice, 26 d'octubre de 1896 - Písek, 15 de febrer de 1971) va ser una metgessa txeca, interessada en entomologia i en malalties tropicals.

## Biografia
Va nàixer a Bernartice. Son pare, Jan Kálal, era professor. Va estudiar medicina, amb especialitat en cirurgia, àrab i persa a la Universitat Carolina de Praga. Es va graduar amb honors el 1922. En la seua època hi havia molt poques dones cirurgianes a Txecoslovàquia. Després d'atendre una conferència de parasitologia del professor Jaroslav Hlava, es va interessar per les malalties tropicals i el seu tractament.
El 1924 va anar a Turquia gràcies a l'ajuda del president txecoslovac Tomás Garrigue Masaryk. El 1925 va fundar un hospital a Bagdad, a la Casa Burazanliu. El va dirigir entre 1925 i 1932, a més de treballar-hi com cirurgiana. Durant esta època va tenir relació amb diversos membres de la Família Reial iraquiana. Durant la seua estada a l'Iraq va recollir diverses espècies d'insectes que va enviar al Museu Nacional de Praga. Va arribar a enviar cinc-cents mil espècimens, alguns d'ells inèdits fins al moment.
El 1932 va tornar a Txecoslovàquia amb la seua família, però el 1942 la ciutat de Bernartice va sofrir els atacs nazis i l'execució de 22 ciutadans. El 8 de maig de 1945, en plena retirada de les forces nazis, les SS van afusellar a 44 persones de la localitat, entre elles al seu marit, Giorgio di Lotti, i els seus dos fills.

## Premis i honors
- Kálalová va rebre l'Ordre de Tomáš Garrigue Masaryk el 1992.[3]
- L'asteroide 66934 Kálalová, descobert per Jana Tichá i Miloš Tichý a l'Observatori Kleť el 1999, va ser nomenat en la seua memòria.[4] El nom oficial va ser publicat pel Minor Planet Center el 21 de juliol de 2005 (M.P.C. M.P.C. M.P.C. 54567).[5]